# فرناندو براينت
فرناندو براينت (بالإنجليزية: Fernando Bryant)‏ هو لاعب كرة قدم أمريكية أمريكي، ولد في 26 مارس 1977 في ألباني في الولايات المتحدة.

## وصلات خارجية
- فرناندو براينت على موقع مرجع كرة القدم المحترفة.كوم (الإنجليزية)